# Claudia Campus

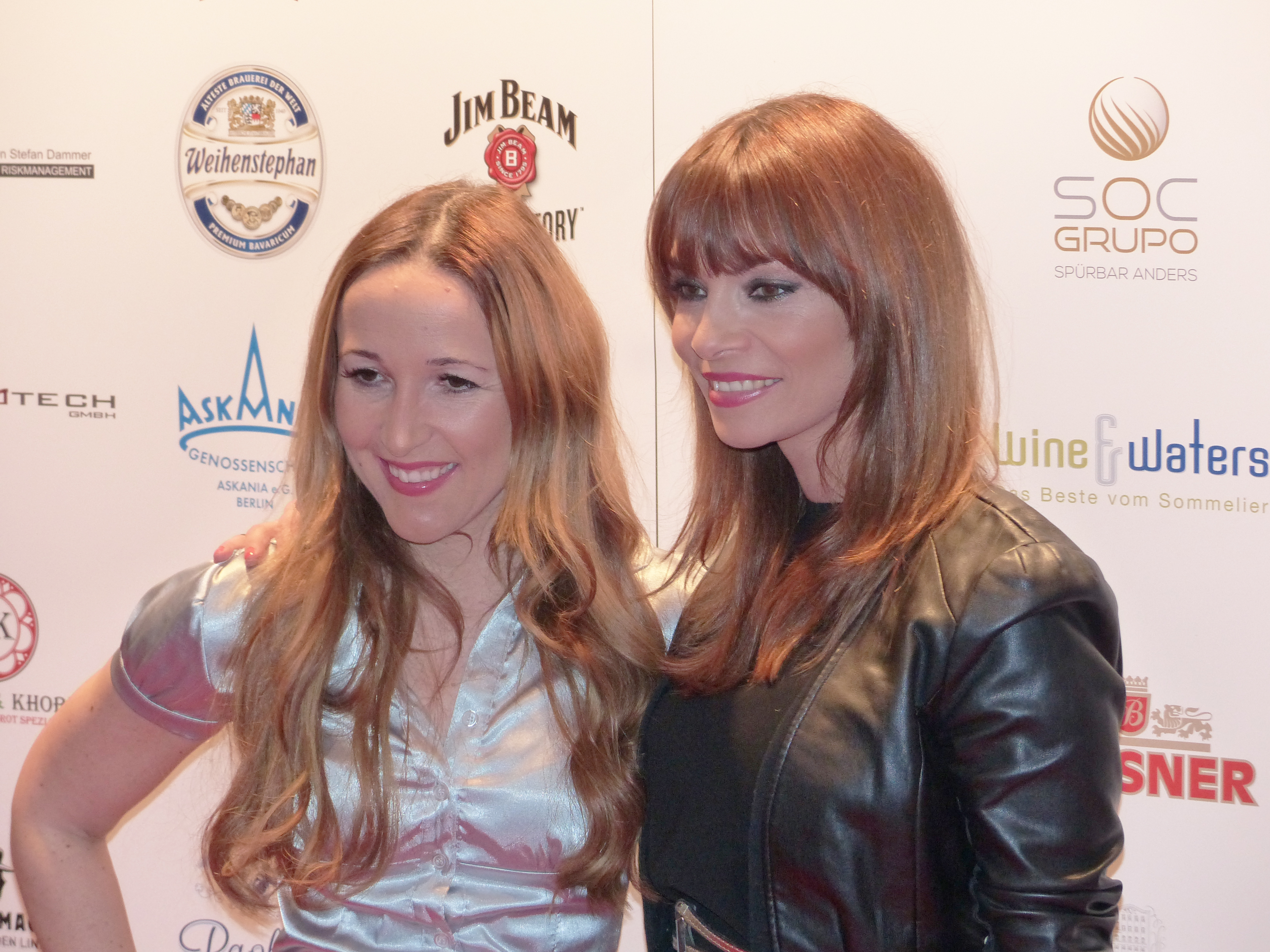
Claudia Campus (links) und Jean Bork (rechts) beim Askania Award 2016

Claudia Campus (* in Erlangen) ist eine deutsche Radio- und Fernsehmoderatorin. Sie lebt und arbeitet in Berlin.

## Beruflicher Werdegang
Bereits als Schülerin bewarb sich Campus als Moderatorin bei verschiedenen Radiosendern und begann 1994 beim privaten Lokalradio Hit Radio N1. Dieser bewarb die damals etwa 16-jährige als Deutschlands jüngste Radiomoderatorin.
Im Januar 2000 begann sie als Moderatorin beim Berliner Radiosender 104.6 RTL, bei dem sie bis 2011 blieb.
Im Moderatoren-Team des Berliner Teleshopping-Sender Juwelo ist sie seit dessen Start um 2006 tätig.
Parallel dazu ist Campus weiterhin Radiomoderatorin und moderierte bis Anfang 2021 bei 94,3rs2. Direkt im Anschluss wechselte sie zu 105’5 Spreeradio.